# Love After Love (film, 2020)
 (septembre 2020).
Si vous disposez d'ouvrages ou d'articles de référence ou si vous connaissez des sites web de qualité traitant du thème abordé ici, merci de compléter l'article en donnant les références utiles à sa vérifiabilité et en les liant à la section « Notes et références ».
Pour plus de détails, voir Fiche technique et Distribution.
Love After Love (第一炉香, Dì yī lú xiāng) est un film hongkongais réalisé par Ann Hui, sorti en 2020.
Il est présenté à la Mostra de Venise 2020.

## Synopsis
Un demoiselle recherche un emploi à Hong Kong et elle est engagée par sa tante.

## Fiche technique
Sauf indication contraire, les informations mentionnées dans cette section peuvent être confirmées par la base de données cinématographiques IMDb,  présente dans la section « Liens externes ».
- Titre original : 第一炉香, Dì yī lú xiāng
- Titre français : Love After Love
- Réalisation : Ann Hui
- Scénario : Wang Anyi
- Direction artistique : Hai Zhao
- Costumes : Emi Wada
- Photographie : Christopher Doyle
- Montage :  Mary Stephen, Kwong Chi-leung
- Musique : Ryūichi Sakamoto
- Pays d'origine : Hong Kong
- Format : Couleurs - 35 mm
- Genre :
- Dates de sortie :
  - Italie : 8 septembre 2020 (Mostra de Venise 2020)
  - Hong Kong : 25 novembre 2021

## Distribution
- Ma Sichun : Ge Weilong
- Feihong Yu : Mme Liang
- Isabella Leong : Ji Jie
- Eddie Peng : Qiao Qiqiao
- Alex Pychtin :
- Barret Coates : un marin britannique

## Distinctions

### Sélection
- Mostra de Venise 2020 : sélection hors compétition

### Récompense
- 40e cérémonie des Hong Kong Film Awards : meilleure musique de film[1]